# الجسو-القرع (شرس)

تعديل مصدري - تعديل

الجسو-القرع هي إحدى قرى عزلة بيت قدم بمديرية شرس التابعة لمحافظة حجة، بلغ تعداد سكانها 59 نسمة حسب تعداد اليمن لعام 2004.